# مقبرة الصالحية
مقبرة الصالحية هي مقبرة عامة تقع في منطقة الصالحية بالكويت، وهي الآن بجوار مجمع الصالحية التجاري. وجرى افتتاحها سنة 1896، وأول من دفن فيها كان الشيخين محمد الصباح وأخوه جراح اللذين قتلهما أخوهما الشيخ مبارك، وكان دفنهما يوم 17 مايو 1896م. وتوقف الدفن فيها في يناير 1961م بعد فتح مقبرة الصليبيخات.